# Aleurotrachelus oriani
Aleurotrachelus oriani là một loài côn trùng cánh nửa trong họ Aleyrodidae, phân họ Aleyrodinae.
Aleurotrachelus oriani được Martin & Mound miêu tả khoa học đầu tiên năm 2007.